# Астрея (список масонских организаций)
Астрея — масонские организации существовавшие в разные исторические периоды в статусе великой ложи, капитулов и масонских лож.
В этой статье перечислены наиболее значимые масонские организации.

## XVIII век

### Первая ложа Астрея
Первая ложа «Астрея» была открыта в Санкт-Петербурге 30 мая 1775 года. Проработала она недолго, всего 10 месяцев, и 22 марта 1776 года была закрыта.

## XIX век

### Великая ложа «Астрея»

Эмблема Великой ложи «Астрея» (1815 г.)

Согласно циркулярному письму от 30 сентября 1815 года, все великие ложи Европы были уведомлены об образовании на востоке Санкт-Петербурга Великой ложи «Астрея». Была она образована по примеру Великой ложи Англии, и также выступили её учредителями четыре ложи: «Пётр к порядку», «Палестина» в Петербурге, «Изида» в Ревеле и «Нептун к Надежде» в Кронштадте. Великим мастером Великой ложи «Астрея» стал граф В. В. Мусин-Пушкин-Брюс.
Для своих работ ВЛ Астрея избрала Шведскую систему, приняв за правило, когда каждая из лож в праве была выбирать себе любую из существующих на тот момент в Европе масонских систем.
С целью более эффективного привлечения на свою сторону братьев-масонов из других лож, ВЛ Астрея гарантировала им право свободного избрания своих должностных лиц и свободное распоряжение ими своими финансами. Всякие поборы с мастерских, которые практиковались прежде были отменены, за исключением сборов на благотворительные нужды.
В 1817 году в европейские великие ложи было разослано второе циркулярное письмо — «Свод законов». Цель союза лож входивших в состав Великой ложи «Астрея» была сформулирована в учредительных документах следующим образом: «Усовершенствовании благополучия человеков исправлением нравственности, распространением добродетели, благочестия и неколебимой верности государю и отечеству и строгим исполнением существующих в государстве законов… Эта новая Великая Ложа приняла представительную форму правления и отмела у себя все высшие степени, так что в состав её вошли только представители её четырёх иоанновских лож».
Система, к которой обратился в поисках истинного масонства идеолог создания союза Иоганн Эллизен, была так называемая Шрёдерова система, названная так в честь известного реформатора масонства — Фридриха-Людвига Шрёдера (1744—1810), актёра и писателя, яростно восстававшего против мистики и высших градусов.
Организационная структура, порядок и характер работ нового союза подробнейшим образом были регламентированы в «Уложениях Великой ложи Астрея». Первые 16 пунктов его были приняты братьями 13 августа 1815 года. Работа над уложением продолжилась после принятия его. 20 августа того же года к документу прибавилось ещё 156 параграфов. 20 января 1816 года число параграфов увеличилось до 389. В результате число параграфов «уложения» составило 561. «Уложение Великой ложи Астрея» было рассчитано всего на 6 лет. Это означало, что братья отнюдь не намеревались останавливать свою законотворческую реформаторскую деятельность. Е. А. Кушелев писал в связи с этим: «Потом ещё сочинили под названием „Прибавление к книге законов“, присовокупляя к сему последнему ещё и разные дополнения. Что утвердили подписанием: первое дополнение — 14 октября 1816 года, второе дополнение — 14 апреля, третье — 21 апреля 1817 года и, наконец, четвёртое — 24 марта 1818 года». Таким образом, руководители Астреи демонстрировали братьям свою приверженность курсу реформ в возглавляемом ими масонском сообществе.
Проводимые реформы в Великой ложе Астрея привели к отпадению от Великой провинциальной ложи и переход в союз ВЛ Астрея лож «Пламенеющая звезда» и «Соединённых друзей». Особенно влиятельной среди них была последняя, среди членов которой в 1816 году значились фамилии гвардейских офицеров; Грибоедова, Чаадаева, Норова, Бенкендорфа, Пестеля и ряда других.

#### Закрытие Великой ложи «Астрея»
1 августа 1822 года последовал высочайший рескрипт на имя управляющего министерством внутренних дел графа В. П. Кочубея «О уничтожении масонских лож и всяких тайных обществ». «Все тайные общества под какими бы они наименованиями не существовали, как то: масонские ложи или другими — закрыть и учреждения их впредь не дозволять».
Союз Великой ложи Астрея насчитывал к моменту закрытия в своих рядах 1404 брата, которые были объединены в 19 лож. Соперница Великой ложи «Астрея» — «Великая провинциальная ложа» насчитывала всего 7 лож и 230 братьев.
11 августа 1822 года В. В. Мусин-Пушкин-Брюс известил петербургского генерал-губернатора, что Великая ложа «Астрея» и восемь зависящих от неё в Петербурге масонских лож отныне закрыты.

## XX век

### Капитул «Астрея» ВВФ
Розенкрейцерский капитул (4-18 гр. ДПШУ) основан в мае 1908 года Великим востоком Франции. С ноября 1908 года работал в Москве и Санкт-Петербурге под руководством «Совета 18». Прекратил свою деятельность в 1910 году.

### Ложа «Астрея» ВВФ в Москве
Работала в 1916 − 1917 годах в Москве, вероятно по Шотландскому уставу.

### Ложа «Астрея» ВВФ в Санкт-Петербурге
Ложа масонского ордена рыцарей-филалетов. Работала в 1916−1918 годах в Санкт-Петербурге.

### Капитул «Астрея» № 495 ВС Франции
Инициативная группа по созданию розенкрейцерского капитула русских масонов ДПШУ провела свою первую встречу на квартире Ф. Ф. Макшеева 21 декабря 1920 года. Смета капитула была обсуждена 26 февраля 1921 года. Разрешение на открытие капитула было получено от Верховного совета Франции в июне 1921 года, одобрено создание капитула этой же инстанцией 25 января 1922 года. Основан 15 ноября 1921 года, и официально открыт 21 ноября 1921 года.
Работал по третьим субботам месяца в составе Верховного совета Франции в масонском храме на улице Пюто под № 495. Первоначально предназначался для посвящения в 4 − 18°. В 1925 году передал часть функций ложе усовершенствования «Друзья любомудрия» и стал принимать лишь в 15−18°. В 1972−1974 работал совместно с капитулом «Ле Тринитер» (основан 27 марта 1831 года Верховным советом Франции под № 44), затем прекратил свою работу. Формально капитул существовал до закрытия русских всех лож в ВЛФ в 1979 году.

### Ложа «Астрея» № 500 ВЛФ
Ложа была основана 10 декабря 1921 года, инсталлирована 14 января 1922 года. Работала по Древнему и принятому шотландскому уставу в масонском храме на улице Пюто, 8 (за исключением времени существования Русского масонского дома на улице Иветт, 29) в составе Великой ложи Франции. Была закрыта, как и все русскоязычные ложи ВЛФ 15 декабря 1979 года.
Она была самой большой русской ложей во Франции. Членами ложи были 344 русских масона.

### Попытка создания Великой ложи «Астрея» во Франции
В апреле 1922 года был создан «Временный комитет российского масонства», который одной из своих задач видел создание великой ложи в которую вошли бы все русские масонские ложи созданные во Франции, а с 1925 года началась работа по созданию своей суверенной великой ложи. В ходе этой работы члены комитета обратились к Великой ложе Франции с просьбой об учреждении будущей новой великой ложи, но из-за отсутствия национальной территории их просьба в том же году была отклонена. Для рассмотрения вопроса о будущей «Великой ложе Астрея» в ноябре 1925 года была создана комиссия. После создания консистории «Россия» (32° ДПШУ) комитет фактически прекратил работу. Затем деятельность комитета была переведена в «Совет объединения русских лож Древнего и принятого шотландского устава».

### Ложа «Астрея» № 312 ВНЛЕ
Основана в мае (июне) 1927 года по предварительному сношению с Парижем для работ на русском языке по ДПШУ. Входила в состав Национальной великой ложи Египта под № 312. Работала в помещении масонского храма по адресу — бульвар Загло, 15. С 1930 года работы стали проходить на французском языке. В 1931 году в ложе остался один русский масон. А в 1935 году работы стали проходить на английском языке.

### Ложа «Астрея» № 100 ВНЛФ
В 1964 году в Великой ложе Франции произошёл раскол, в ходе которого из состава ВЛФ вышло 800 масонов. Все вышедшие перешли в Великую национальную ложу Франции. Русскоязычные братья в 1964 году учредили ложу «Астрея». 23 июня 1965 года ложа «Астрея» была инсталлирована и освящена, и ей был присвоен № 100 в реестре ВНЛФ.

### Ложа «Астрея» № 3 ВЛР
24 июня 1993 года, в Санкт-Петербурге, Великая национальная ложа Франции учредила ложу «Новая Астрея», которая в 1995 году выступила в качестве учредителя Великой ложи России, после чего вошла в состав ВЛР и была переименована в «Астрею». В реестре ВЛР ложе «Астрея» был присвоен № 3. Работы ложи прекратились весной 2001 года, когда практически все члены ложи ушли из ВЛР и создали Русскую регулярную великую ложу. С 2006 года ложа «Астрея» № 3 ВЛР возобновила свои работы, но она так и не смогла набрать прежних темпов работы и осенью 2010 года работы в ней были приостановлены.

### Ложа «Астрея» ОВЛР
В марте 2001 года ложа «Астрея» № 3, в полном составе, вместе с членами ещё 5 лож, покинула ВЛР. 16 апреля 2001 года ложа «Астрея» выступила учредительницей Русской великой регулярной ложи. В 2008 году была учреждена новая великая ложа — Объединённая великая ложа России, учредительницей которой стала также ложа «Астрея».

### Ложа «Астрея» № 6032 ВВФ
Летом 2012 года, 2/3 членов ложи «Астрея» № 3 ОВЛР приняли решение о выходе из ОВЛР. Осенью того же года вышедшие подали заявление о принятии их в Великий восток Франции. После двух положительных голосований, на конгрессе региона Париж 14 и в совете ордена, стало ясно, что ложа «Астрея» будет принята в Великий восток Франции. Ложе был присвоен номер в реестре ВВФ — 6032. 8 июня 2013 года прошёл ритуал интеграции ложи «Астрея» № 6032 в составе ВВФ и был выдан патент.

### Ложа «Астрея» № 1441 ВЛФ
В мае 2010 года из ложи «Астрея» № 100 (ВНЛФ) вышла часть русскоязычных братьев, которые образовали ложу «Астрея» и подали прошение на вхождение в Великую ложу Франции. 19 июня 2010 года состоялась ритуальная инсталляция ложи «Астрея» в составе Великой ложи Франции. Ложа «Астрея» была принята в ВЛФ, и ей был присвоен новый реестровый номер — 1441.
5 июня 2011 года, на Востоке Санкт-Петербурга прошло совместное торжественное ритуальное собрание лож «Астрея» ОВЛР и «Астрея» № 1441 ВЛФ. В ходе проведения собрания была представлена книга «Исторический союз русских лож».
В 2012 году ложа «Астрея» № 1441 (ВЛФ) стала проводить собрания на французском языке. Осенью 2014 года ложа «Астрея» № 1441 (ВЛФ) была закрыта.

## Современные ложи «Астрея»
На 2025 год, в составе разных великих лож, продолжают свои работы ложи носящие имя «Астрея».
- Парижская ложа «Астрея» № 100 ВНЛФ (1964 г.)
- Санкт-петербургская ложа «Астрея» № 3 ВЛР (1993 г.)
- Санкт-петербургская ложа «Астрея» ОВЛР № 1 (1993 г.)
- Санкт-петербургская ложа «Астрея» № 6032 ВВФ (2013 г.)[17].